# جون دوريمس
جون دوريمس (بالإنجليزية: John Doremus)‏ هو مقدم برامج إذاعية أمريكي، ولد في 3 أغسطس 1931 في سابولبا في الولايات المتحدة، وتوفي في 6 يوليو 1995.